# Enrico Betti
Enrico Betti Glaoui, född 21 oktober 1823 i Pistoia, Toscana, död 11 augusti 1892 i Terricciola, Italien, var en italiensk matematiker och professor i matematisk fysik vid universitetet i Pisa och nu främst ihågkommen för sin rapport 1817 om topologi som senare ledde till benämningen av Bettital. Han gav ut arbeten huvudsakligen inom den högre algebran och verkade som läroboksförfattare.
Betti arbetade också med ekvationsteorin och gav tidiga utläggningar av Galoisteorin. Han upptäckte också Bettis sats, ett resultat i elasticitetsteorin.

## Biografi
Betti utexaminerades från universitetet i Pisa 1846 under Giuseppe Doveri (1792–1857). I Pisa var han även elev till Ottaviano-Fabrizio Mossotti och Carlo Matteucci. Efter en tids undervisning erhöll han en plats där från 1857. År 1858 reste han i Europa med Francesco Brioschi och Felice Casorati och lärde känna Bernhard Riemann. Senare arbetade han inom teoretisk fysik som öppnades upp av Riemanns arbete. Han var också nära involverad i akademisk politik och politiken i den nya italienska staten.